# Cena progowa
Cena progowa – stosowana między innymi w handlu zbożem w ramach Polityki Rolnej – to minimalna cena, po której produkt importowany z krajów trzecich można sprzedawać na rynku Wspólnot Europejskich. Cena dobra importowanego może być każdorazowo podwyższana do poziomu ceny progowej za pomocą dopłaty, której wysokość ma wartość zmienną i odgrywa rolę opłaty wyrównawczej. Cena progowa jest zatem wyższa od ceny interwencyjnej (gwarantowanej ceny zakupu towaru przez państwowy organ interwencyjny, gromadzący zapasy produktów rolnych), co ma, zgodnie z zasadą preferencyjności, zachęcać podmioty gospodarcze do zakupów produktów rolnych na rynku Unii Europejskiej. Od 1 lipca 1995 r., zgodnie z zaleceniami Światowej Organizacji Handlu (WTO), opłaty wyrównawcze zostały zamienione na cła. Cenę progową zastąpiła cena importowa, której poziom ustala się w relacji do ceny światowej za pomocą specjalnego mechanizmu, ustalonego przez Wspólnotę, pozwalającego uwzględnić wymogi Światowej Organizacji Handlu.